# ティンバーウルフ・ドッグ
ティンバーウルフ・ドッグ（英: Timber-wolf Dog）は、アメリカ合衆国などで見られる犬ぞり用の犬種（狼犬）である。森林狼犬とも表記する。
北米大陸北部に生息するタイリクオオカミの1種のシンリンオオカミとハスキーなどの雑種第一代で、アラスカ州からハドソン湾に至る北米大陸北部一帯に見られる。大型で、非常に力が強く、攻撃性も高いため、そり犬の群れの中に入ると必ずそのリーダーになるという。群れに2頭以上のティンバーウルフ・ドッグが入ると激しい喧嘩が起こり、統率できなくなるという。短い区間で重い荷物を運搬する能力は高いが、体が重いため、長距離輸送には向かない。
容姿は全体的にオオカミに似ている。体高70cm前後、体重はおおよそ35〜45kgの大型犬で、背も四肢もマズルも長く、耳は通常半垂れ耳で、尾はオオカミのようにふさふさした垂れ尾である。コートは厚いラフコートで、毛色は灰色でオオカミのような白いマーキングが入る。